# Robert Gadocha
Robert Gadocha (ur. 10 stycznia 1946 w Krakowie) – polski piłkarz grający na pozycji pomocnika lub napastnika, a następnie trener, reprezentant kraju, złoty medalista olimpijski z 1972 i srebrny medalista Mistrzostw Świata 1974.

## Kariera klubowa
Wychowanek Garbarni Kraków (1957–1965). Seniorską karierę piłkarską rozpoczął w Wawelu Kraków (1965–1966), następnie przeszedł do Legii Warszawa (1967–1975), z którą dwukrotnie zdobył Mistrzostwo Polski (1969, 1970), a raz Puchar Polski (1973). W ekstraklasie rozegrał łącznie 206 spotkań, zdobywając w nich 72 bramki. W sezonie 1969/1970 dotarł z Legią do półfinału Pucharu Europy, a w sezonie 1970/1971 do ćwierćfinału tych rozgrywek.
W 1975 uzyskał od władz zgodę na wyjazd z kraju i przeniósł się do Francji, gdzie przez dwa sezony występował w FC Nantes. W sezonie 1976/1977 sięgnął z tą drużyną po mistrzostwo Francji. W Première Division rozegrał 45 meczów, strzelając 8 goli. Karierę kończył w Stanach Zjednoczonych. Występował kolejno w: Chicago Sting (1978), Hartford Hellios (1980–1982) i amatorsko w Sarasota Venice (1992–1995).

## Kariera reprezentacyjna
W seniorskiej reprezentacji Polski zadebiutował 28 lipca 1967 na Stadionie Olimpijskim we Wrocławiu w – przegranym 0:1 – eliminacyjnym meczu do Igrzysk Olimpijskich 1968 przeciwko ZSRR. W 1972 został mistrzem olimpijskim, a w trakcie turnieju piłkarskiego wystąpił w 6 spotkaniach, zdobywając 3 bramki. Podczas mistrzostw świata 1974 zagrał we wszystkich 7 meczach, przyczyniając się do wywalczenia 3. miejsca. Nie zdobył co prawda żadnego gola, ale zaliczył aż siedem asyst, dzięki czemu znalazł się w „jedenastce turnieju” na pozycji lewoskrzydłowego. 10 września 1975 zagrał w pamiętnym meczu przeciwko Holandii na Stadionie Śląskim w Chorzowie (zwycięstwo 4:1), w którym zdobył jedną z bramek. Wyjazd z kraju spowodował zakończenie jego gry w kadrze narodowej. Ostatnie spotkanie rozegrał 26 października 1975 na Stadionie Dziesięciolecia w Warszawie w zremisowanym 0:0 pojedynku przeciwko Włochom w eliminacjach do Mistrzostw Europy 1976. W seniorskiej reprezentacji rozegrał 62 oficjalne mecze międzypaństwowe i zdobył 16 goli.

### Kontrowersje
Po dwóch pierwszych spotkaniach grupowych mistrzostw świata 1974 (dwie wygrane – 3:2 z Argentyną i 7:0 z Haiti) Polska zapewniła sobie awans do drugiej rundy, ale czekał ją jeszcze mecz z Włochami. Na zwycięstwie „biało-czerwonych” najbardziej zależało Argentynie, która właśnie ze „squadra azzurra” walczyła o wyjście z grupy („albicelestes” musieli pokonać Haiti i liczyć na porażkę Italii). Aby zmotywować Polaków do gry o zwycięstwo, Argentyńczycy obiecali im nagrodę w wysokości 24 000 dolarów amerykańskich (każdy z 22 piłkarzy mundialowej kadry oraz obydwu trenerów musiał oddać po tysiącu dolarów ze swojej premii za awans do drugiej rundy). Przekazania torby z pieniędzmi podjął się jeden z kluczowych zawodników – Rubén Ayala, a odbierającym po stronie polskiej był Iggy Boćwiński (urodzony w Argentynie syn polskich emigrantów, od końca lat 60. dyrektor oddziału linii lotniczych Pan Am w Warszawie, w 1974 będący blisko kadry Kazimierza Górskiego). Boćwiński przekazał pieniądze Robertowi Gadosze, który przyjął je rzekomo w imieniu całej drużyny, a w rzeczywistości zataił ten fakt przed kolegami i przywłaszczył sobie wszystkie środki. Oficjalnie sprawa wyszła na jaw w czerwcu 2004, po wywiadzie Grzegorza Laty z Przeglądem Sportowym (Lato dowiedział się tego na początku lat 80. bezpośrednio od Ayali, z którym grał w meksykańskim Atlante FC) i wywołała oburzenie w środowisku piłkarskim w Polsce, które w większości odwróciło się wówczas od byłego piłkarza. Z czasem ustalono również, że w torbie przekazanej Boćwińskiemu znajdowało się faktycznie 18 000 USD, bowiem 6 000 dolarów Ayala przywłaszczył sobie „za fatygę”. Ponadto okazało się, że w Argentynie sprawa zapłacenia Polakom za zwycięstwo nad Włochami przez piłkarzy reprezentacji „albicelestes” była znana od wielu lat. W kwietniu 2013 Gadocha wszystkimu zaprzeczył, przedstawiając własną wersję zdarzeń.

## Kariera trenerska
W 1995 pełnił funkcję asystenta selekcjonera reprezentacji Polski.

## Sukcesy

### Legia Warszawa
- Mistrzostwo Polski: 1968/1969, 1969/1970
- Puchar Polski: 1972/1973

### FC Nantes
- Mistrzostwo Francji: 1976/1977

### Reprezentacja Polski
- Mistrzostwa Świata 1974: III miejsce
- Letnie Igrzyska Olimpijskie 1972: złoty medal

### Indywidualne
- Drużyna Gwiazd MŚ 1974
- Złote Buty redakcji Sportu: 1974

## Odznaczenia
- Złoty Krzyż Zasługi (1972)[7]
- Złota Odznaka PZPN (1972)[8]